# Bibliothèque présidentielle
Pour les articles homonymes, voir Bibliothèque présidentielle (homonymie).

Sceau des bibliothèques présidentielles

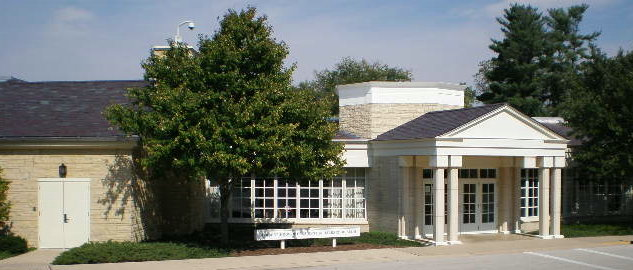
Le Herbert Hoover Presidential Library and Museum

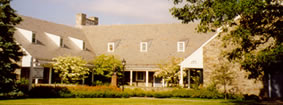
Le Franklin D. Roosevelt Presidential Library and Museum

Aux États-Unis, le système des bibliothèques présidentielles (Presidential Libraries) est un réseau national de bibliothèques administrées par le Bureau des bibliothèques présidentielles (Office of Presidential Libraries) qui fait partie du National Archives and Records Administration (NARA). Il regroupe les bibliothèques créées par les anciens présidents des États-Unis. Ce ne sont pas des bibliothèques au sens moderne du terme mais plutôt des lieux où sont préservés et rendus accessibles les papiers, enregistrements, collections et autres objets historiques de nombreux présidents américains. Depuis le mandat de Calvin Coolidge (de 1923 à 1929) tous les présidents des États-Unis ont leurs bibliothèques présidentielles.

## Généralités

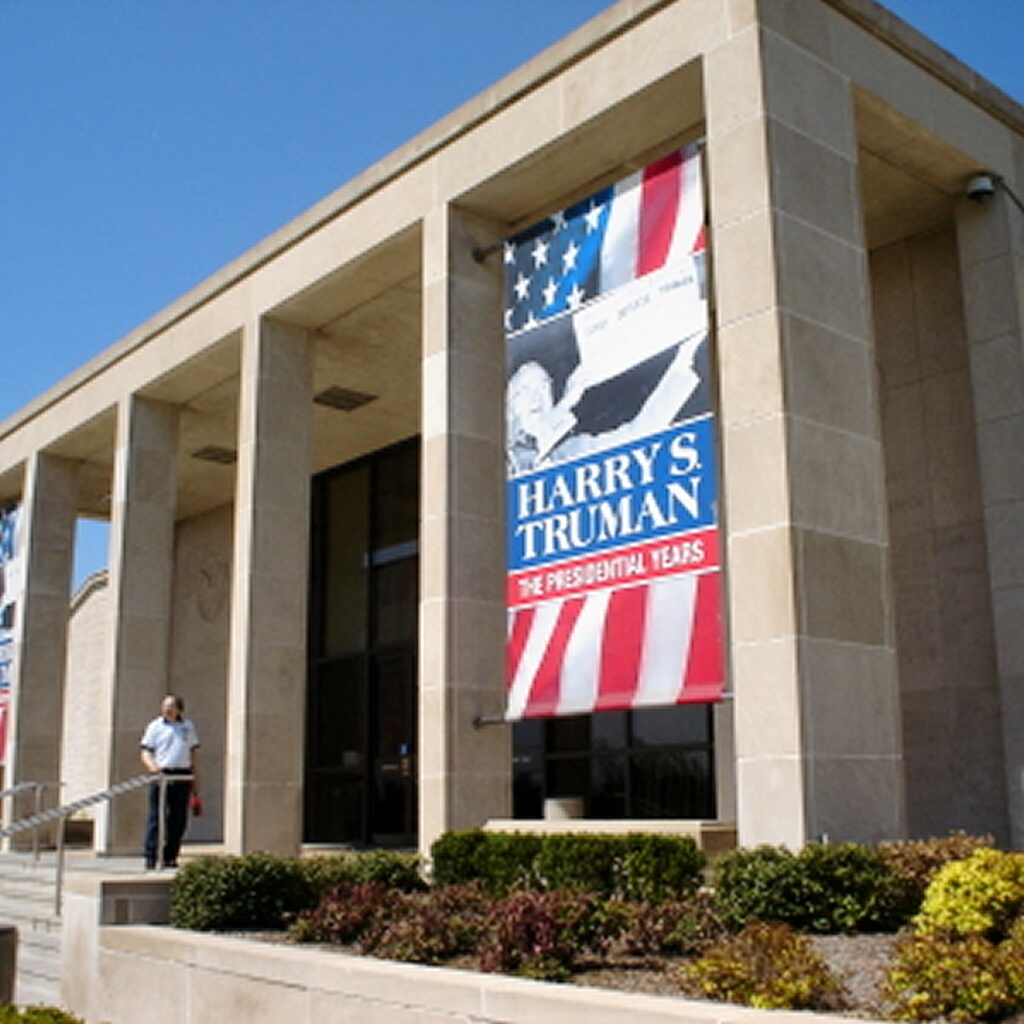
Le Harry S. Truman Presidential Library and Museum

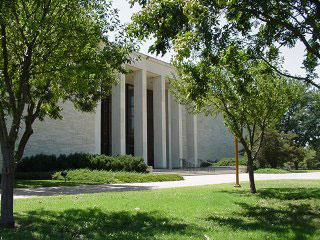
La Dwight D. Eisenhower Presidential Library and Center

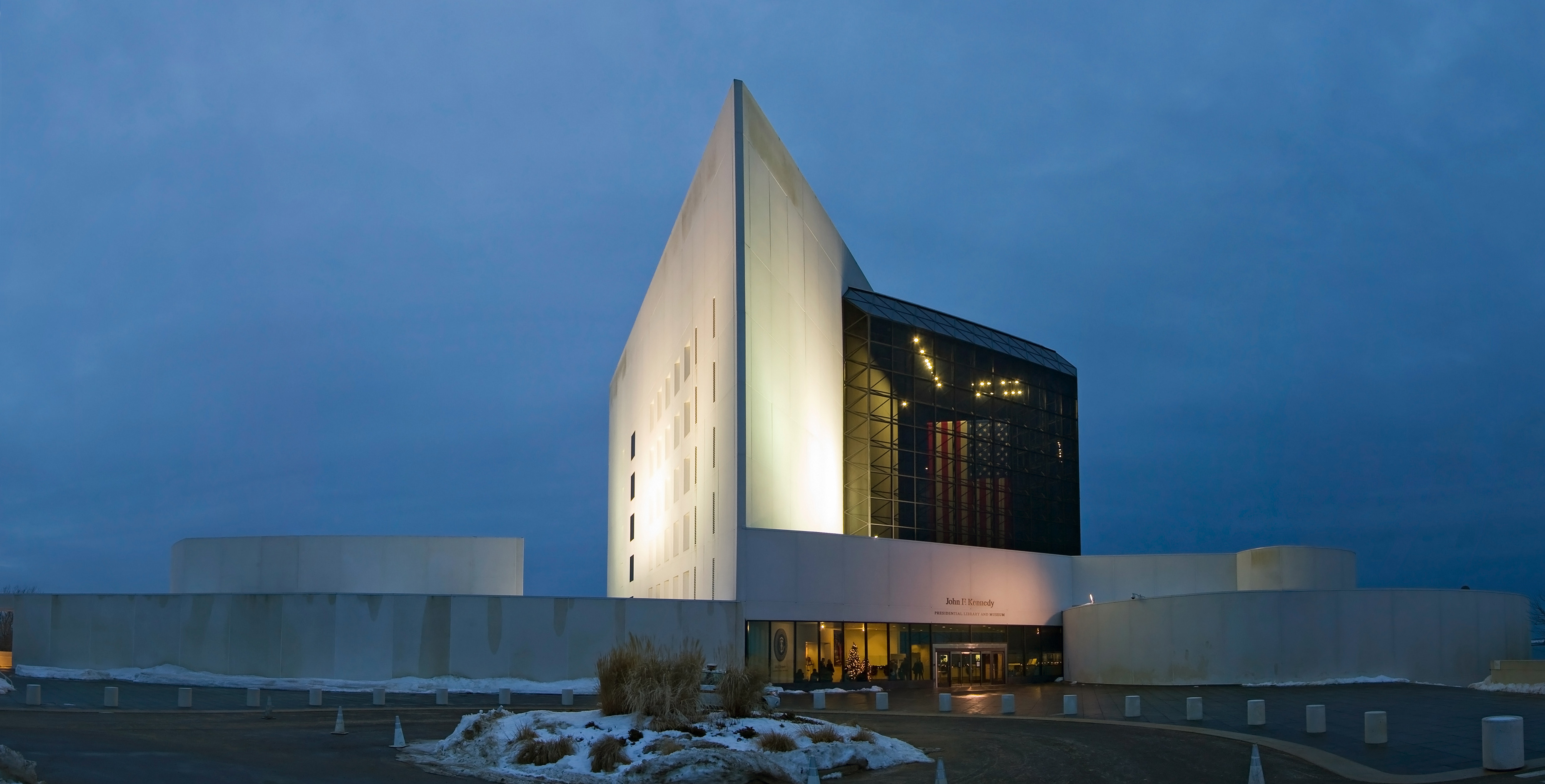
Le John F. Kennedy Presidential Library and Museum

Les derniers présidents américains ont établi leur bibliothèque présidentielle dans leur État d'origine où documents, objets, cadeaux d'États étrangers et pièces de musée sont conservés, retraçant leur vie et leur carrière. Chaque bibliothèque propose aussi une série de programmes pour le public. Quand un président quitte ses fonctions, la NARA établit un projet avec les objets présidentiels à abriter et indexe les documents concernés jusqu'à ce que la nouvelle bibliothèque soit construite et transférée au gouvernement fédéral. La William J. Clinton Presidential Library est devenue la onzième bibliothèque présidentielle le 18 novembre 2004, et la Richard Nixon Presidential Library and Museum la douzième le 11 juillet 2007. La dernière en liste est la George W. Bush Presidential Library and Museum dont l'ouverture a eu lieu le 25 avril 2013.
L'inauguration en grande pompe se fait généralement avec la présence de tous les présidents américains vivants et de leurs femmes. C'est avec les funérailles les rares occasions où les présidents se rassemblent. L'inauguration de la bibliothèque Reagan en 1991 est la première occasion où cinq présidents et six premières dames (dont la veuve Lady Bird Johnson) se sont rencontrés,.
Le système des bibliothèques présidentielles est ainsi constitué de douze bibliothèques gérées par la NARA. Des bibliothèques ou musées ont été créés pour d'autres présidents mais elles ne font pas partie du système des bibliothèques de la NARA. Elles sont gérées par des fondations privées, des sociétés d'histoire ou des gouvernements d'État américain. C'est le cas des bibliothèques pour les présidents  William McKinley, Rutherford Hayes, Calvin Coolidge, Abraham Lincoln et Woodrow Wilson. Par exemple, l'Abraham Lincoln Presidential Library and Museum est la propriété de l'État de l'Illinois.
La Richard Nixon Library and Birthplace ne faisait pas partie à l'origine du système des bibliothèques présidentielles. Alors que la Nixon Presidential Materials Staff, qui administre les objets et les documents de la présidence Nixon, selon les termes du Presidential Recordings and Materials Preservation Act, faisait partie de la NARA, la Richard Nixon Library & Birthplace, située à Yorba Linda en Californie, était elle, gérée par une fondation privée. En janvier 2004, le Congrès vota une loi qui fournit à l'établissement une gestion fédérale sous le nom de Richard Nixon Presidential Library. En mars 2005, l'Archiviste des États-Unis et John Taylor, le directeur de la Richard Nixon Library & Birthplace Foundation, échangent des courriers pour permettre à la Nixon Library de devenir la douzième bibliothèque présidentielle financée fédéralement par la NARA à partir de 2007. Le 16 octobre 2006, le Dr. Timothy Naftali débuta en tant premier directeur fédéral de la Richard Nixon Library and Birthplace et à l'hiver 2006, la NARA commença à transférer les 30 000 cadeaux présidentiels de la Nixon Presidential Materials Staff de College Park dans le Maryland vers la bibliothèque de Yorba Linda,. Le 11 juillet 2007, la Nixon Foundation céda la Library and Birthplace au gouvernement des États-Unis. Le même jour, la nouvellement renommée Richard Nixon Presidential Library and Museum ouvrit officiellement.

## Histoire

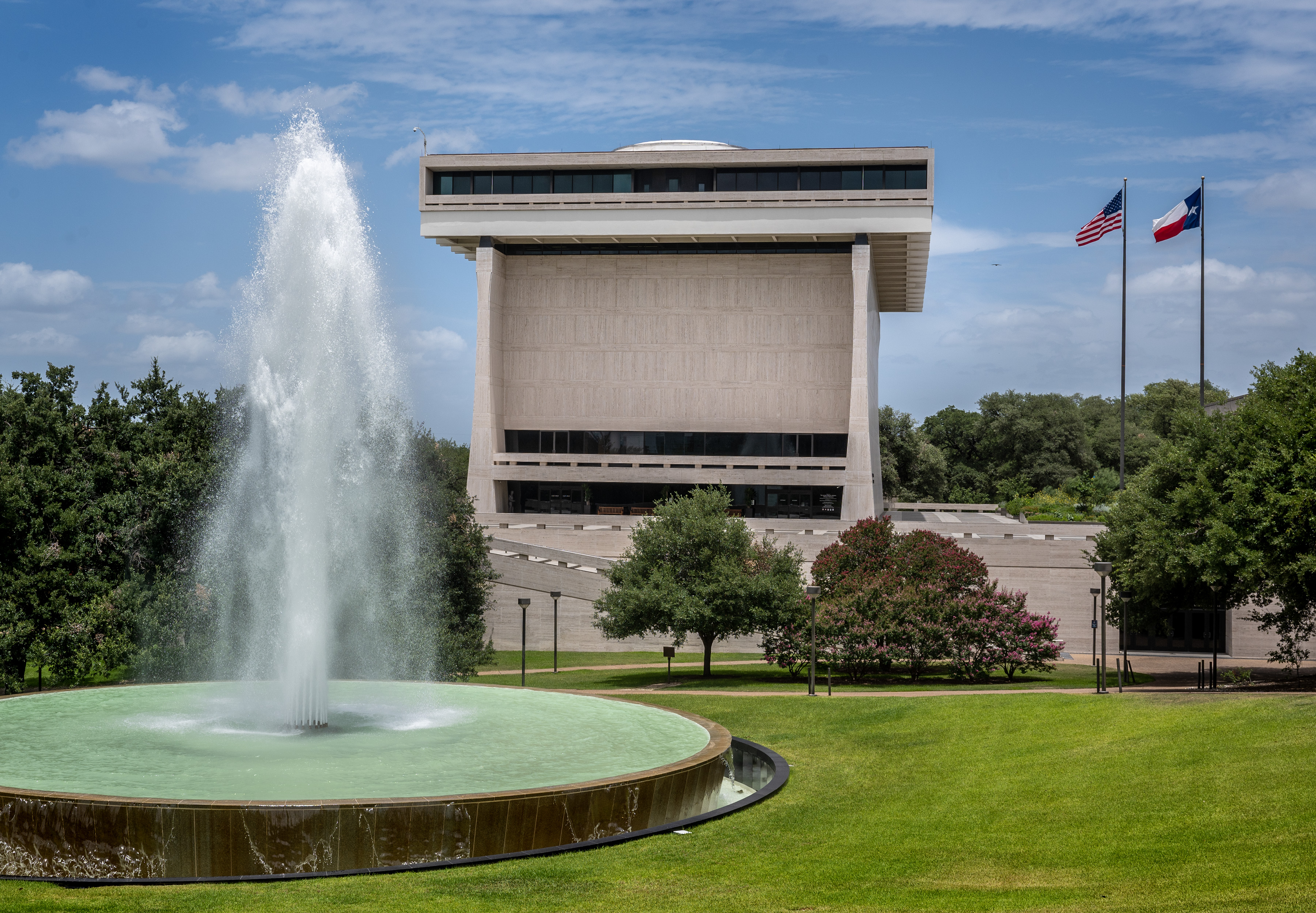
Le Lyndon Baines Johnson Library and Museum

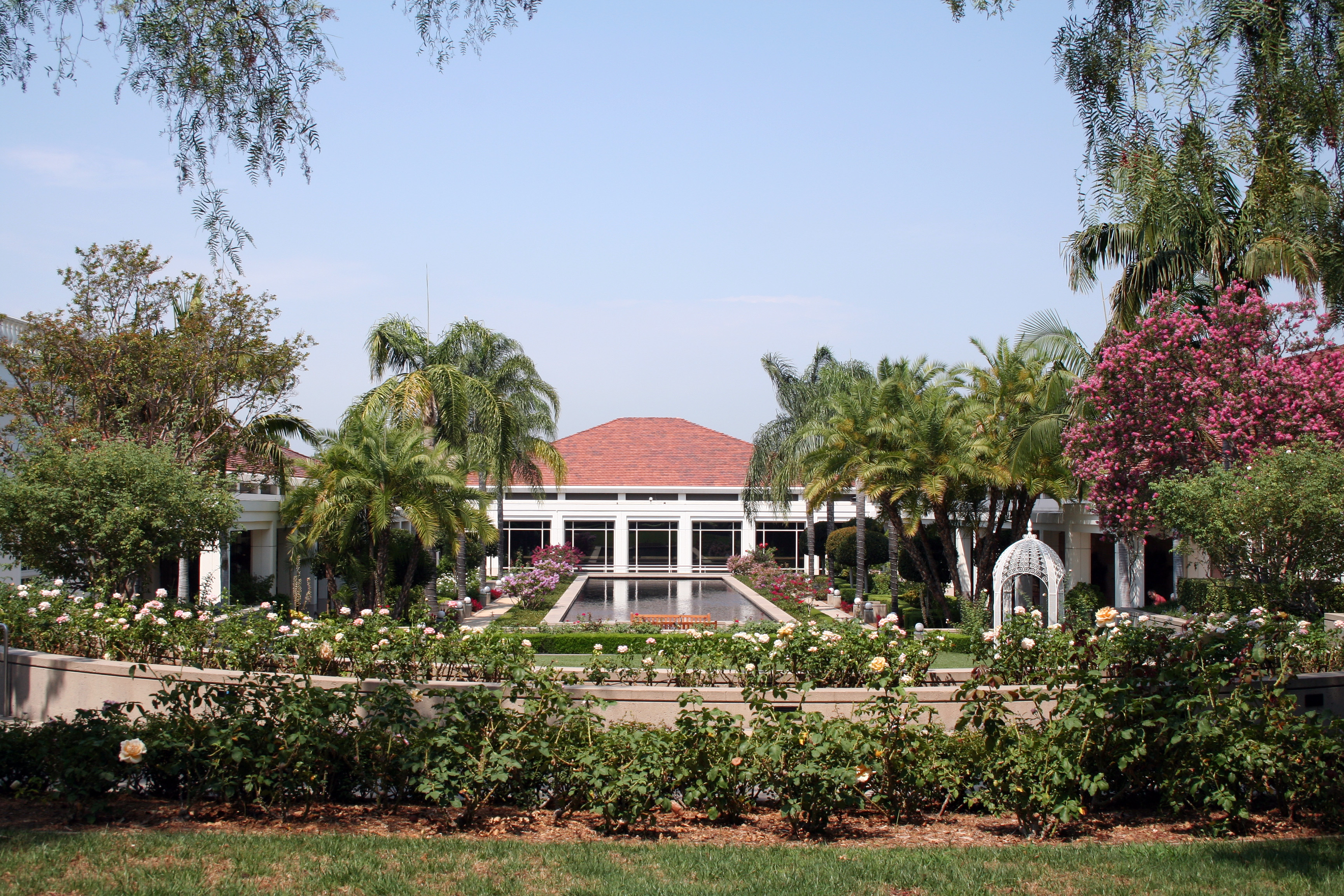
Le Richard Nixon Presidential Library and Museum

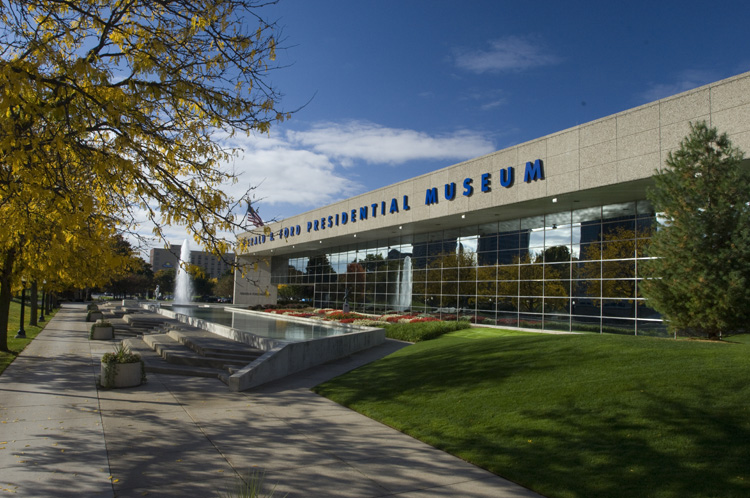
Le Gerald R. Ford Presidential Museum

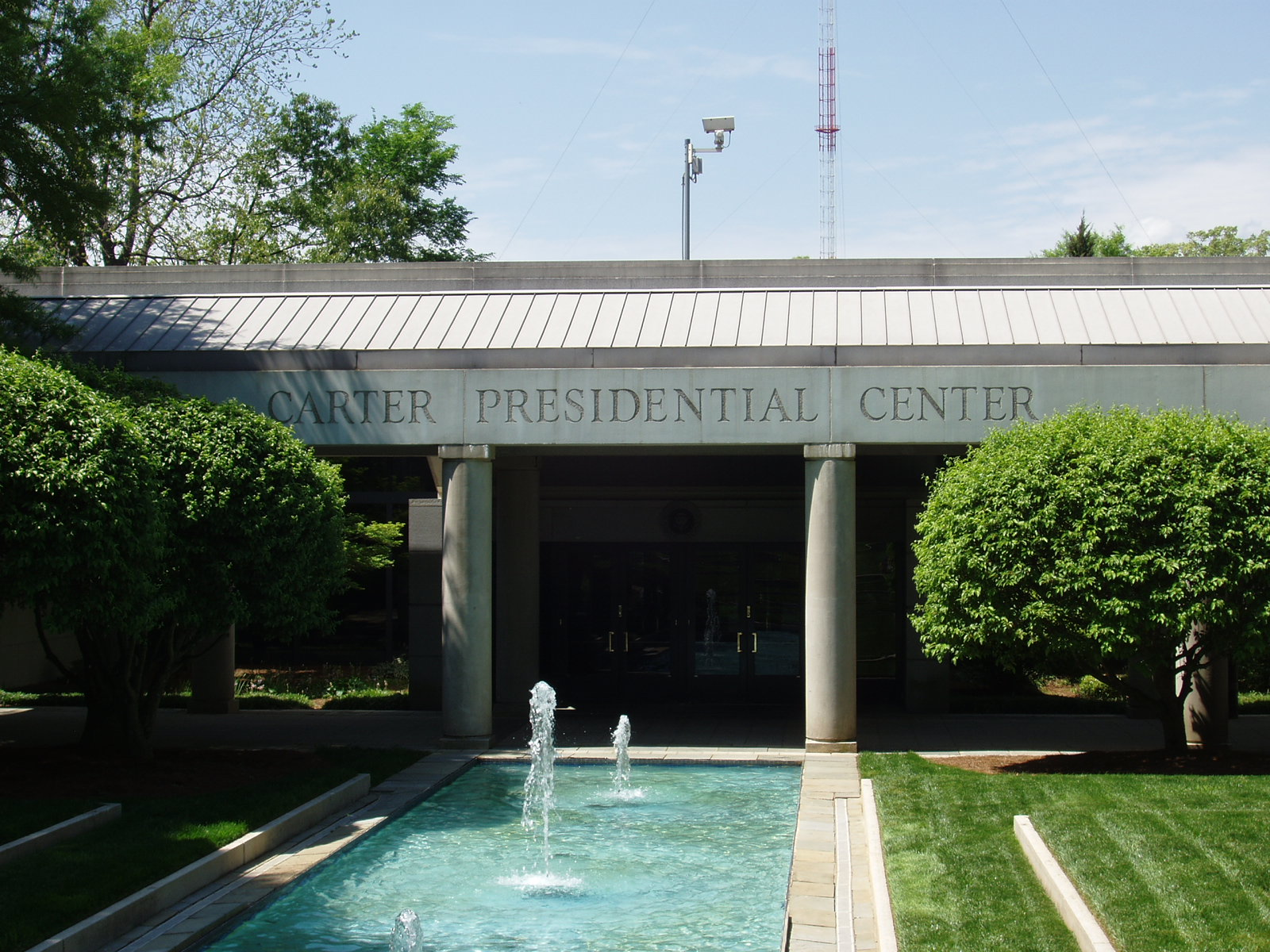
Le Jimmy Carter Presidential Library and Museum

Avant l'avènement du système des bibliothèques présidentielles, les présidents ou leurs héritiers dispersaient souvent les papiers présidentiels à la fin de leur administration, un précédent datant de George Washington, les President's papers sont considérées comme des archives privées. La Bibliothèque du Congrès conserve la documentation de 23 présidents, de George Washington à Calvin Coolidge, d'autres ont été partagées entre différentes bibliothèques, sociétés d'histoire ou collections privées. Certains fonds connurent plusieurs vicissitudes : spéculations sur l'achat des documents, restrictions de communications arbitraires, dispersion voire destruction volontaire de la documentation,.
Lucretia Rudolph Garfield, veuve de James A. Garfield, président du 4 mars 1881 jusqu'à sa mort le 19 septembre suivant, ajouta une aile à sa maison familiale de Lawnfield, à Mentor (Ohio), pour en faire une bibliothèque mémorielle, quatre ans après l'assassinat de son mari. La James A. Garfield NHS est gérée par le National Park Service et la Western Reserve Historical Society.
Le système des bibliothèques présidentielles commença officiellement en 1939, quand le président Franklin Delano Roosevelt fit don de ses papiers personnels et présidentiels au gouvernement fédéral. Au même moment, Roosevelt promit de faire don d'une partie de sa propriété de Hyde Park (New York) aux États-Unis, et les amis du président créèrent une organisation à but non lucratif pour lever des fonds pour la construction d'un bâtiment devant servir de bibliothèque et de musée. La décision de Roosevelt venait de sa conviction que les papiers présidentiels étaient une partie importante de l'héritage national et devaient être accessibles au public. Il demanda aux Archives nationales d'assurer la garde de ses papiers et d'autres objets historiques et d'administrer sa bibliothèque. Pour les archives, cette décision permit donc d'assurer un dépôt régulier et suivi depuis.
En 1950, Harry S. Truman décida que lui aussi construirait une bibliothèque pour abriter ses papiers présidentiels. En 1955, le Congrès adopta le Presidential Libraries Act, établissant un système de construction privée et de gestion fédérale des bibliothèques. La loi encourageait les autres présidents à faire don de leurs documents historiques et assurait de la préservation des papiers présidentiels et de leur accès au peuple américain. En vertu de cette loi et des suivantes, neuf bibliothèques supplémentaires ont été créées. Dans chaque cas, des fonds de d'origine privée ou publique non fédérales permirent de construire la bibliothèque. Une fois celle-ci achevée, l'organisation privée en a transmis la propriété à la National Archives and Records Administration qui en assure la gestion et l'entretien.
Jusqu'en 1978, les présidents, les universitaires et les professionnels du droit soutinrent l'idée datant de George Washington que les documents créés par le président ou son équipe quand il était en fonction restaient la propriété personnelle de celui-ci et qu'il les emportait avec lui quand il quittait ses fonctions. Les premières bibliothèques présidentielles furent construites sur cette idée, la NARA persuadant, avec succès, les présidents de faire don de leurs « matériaux » historiques au gouvernement fédéral pour les abriter dans une bibliothèque présidentielle administrée par elle.
Le Presidential Records Act de 1978, non-rétroactif, établit que les enregistrements présidentiels qui documentent les devoirs constitutionnels, statutaires ou cérémoniaux du président sont la propriété du gouvernement fédéral des États-Unis, la loi décide des délais de communications. Après qu'un président quitte ses fonctions, l'Archiviste des États-Unis assume la garde des documents. La loi maintient le rôle des bibliothèques présidentielles comme dépôt des documents présidentiels.
Le Presidential Libraries Act de 1986 apporte aussi des changements significatifs dans les bibliothèques présidentielles, demandant des donations privées en rapport avec la taille des installations. La NARA utilise une partie de ces donations pour faire face aux coûts d'entretien de la bibliothèque.
Dans les années 2020, la conservation de documents confidentiels dans des lieux inappropriés, le plus souvent le domicile, provoquent la controverse politique contre les présidents Donald Trump et Joe Biden, et relance le débat sur la propriété des archives présidentielles.

## Fonds de bibliothèque

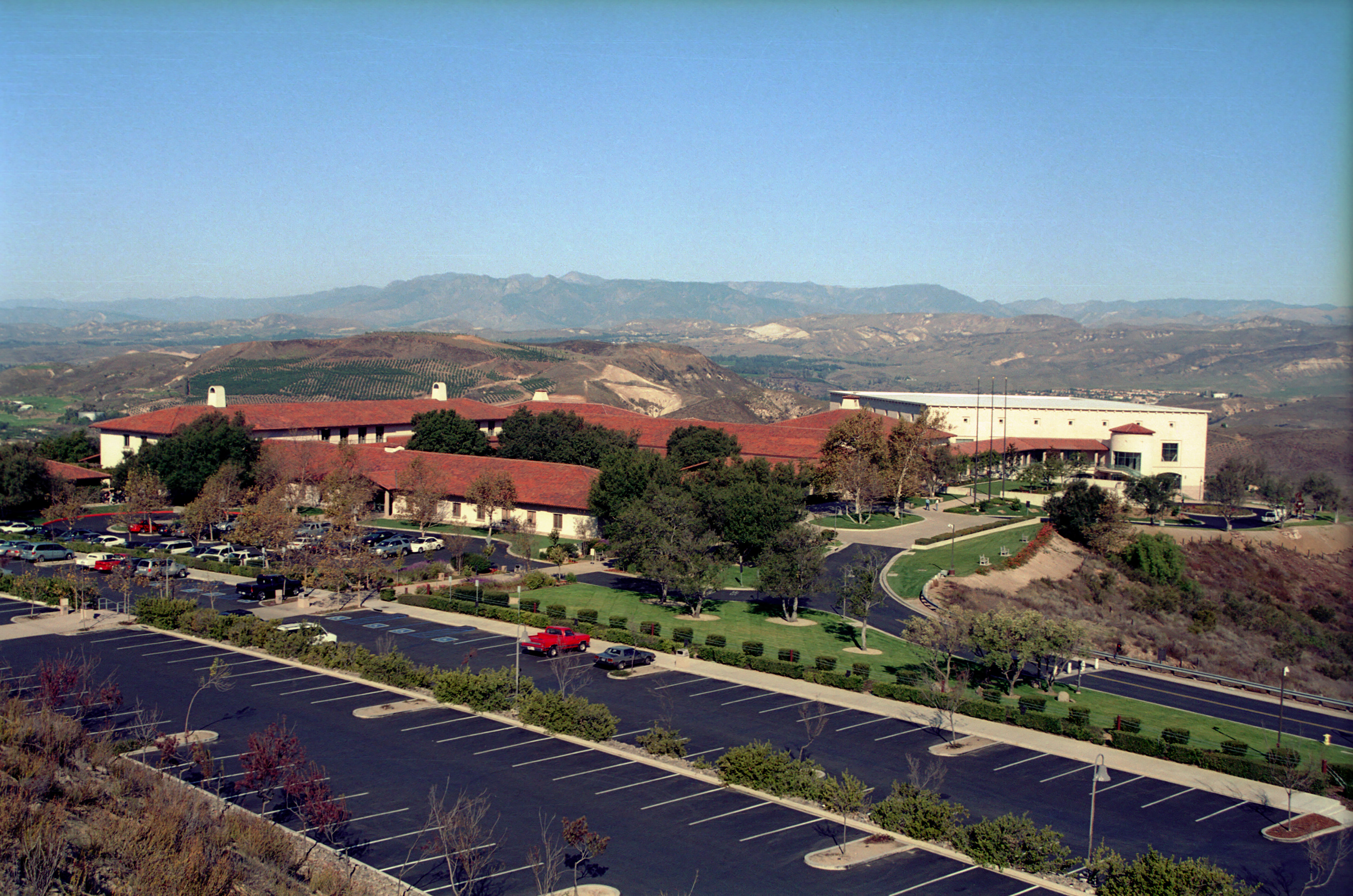
Le Ronald Reagan Presidential Library and Museum

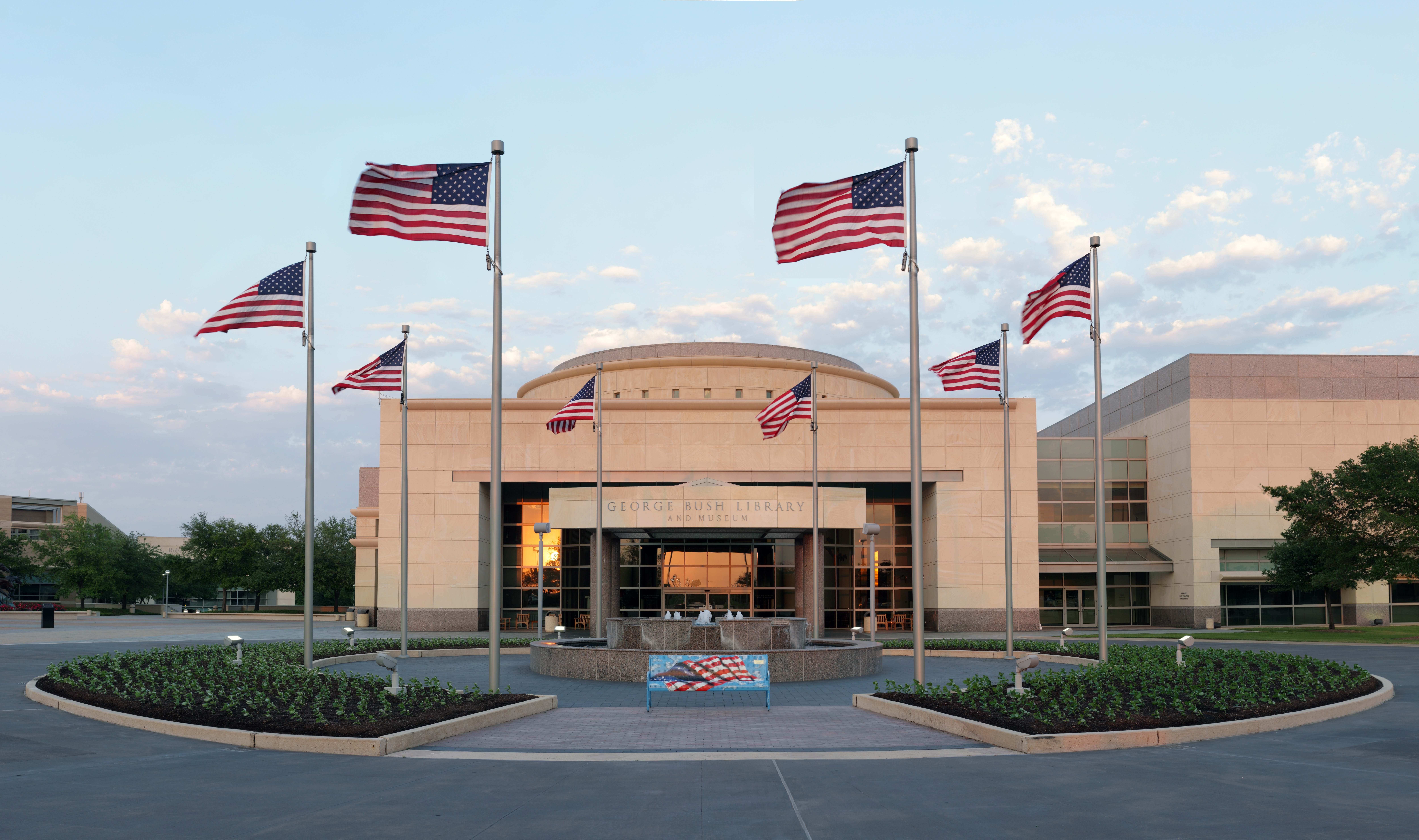
Le George Bush Presidential Library and Museum

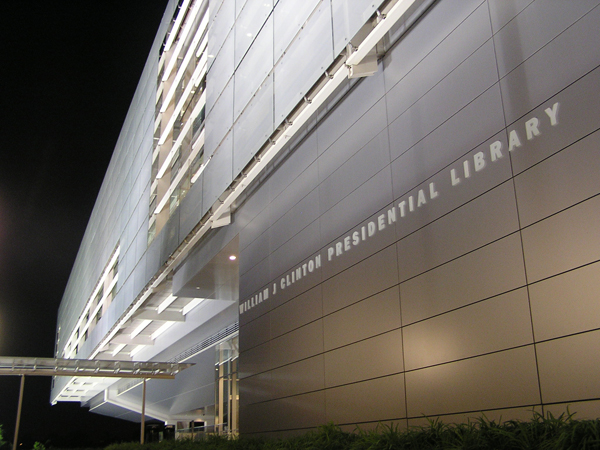
The William Jefferson Clinton Presidential Library

Les douze bibliothèques présidentielles conservent plus de 400 millions de pages de documents écrits, près de 10 millions de photographies, plus de 5 000 km de film, près de 100 000 heures d'enregistrement sur disque, bande audio ou vidéo et approximativement plus d'un million d'objets de musée. Ces fonds variés font de chaque bibliothèque une source d'information de valeur et un centre de recherche sur la Présidence.
D'autres éléments du fonds de ces bibliothèques proviennent de papiers personnels donnés par des personnes, en lien avec le Président. Il peut s'agir de membres du Cabinet présidentiel, d'envois de gouvernements étrangers, de membres de son parti politique ou de la famille et des amis du Président. Plusieurs bibliothèques ont entrepris de créer des programmes audio d'histoire qui ont alors produit à leur tour des archives sur bandes. Une troisième partie du fonds provient des papiers accumulés par le Président avant et après sa présidence, par exemple des documents sur le mandat de Roosevelt comme Gouverneur de New York ou la longue carrière militaire de Eisenhower.

## Des expositions matérielles
Au-delà des papiers, des objets matériels sont exposés dans les bibliothèques présidentielles, en lien avec la présidence et la campagne électorale. Ce sont des objets de famille, objets acquis par le Président et sa famille, collections de souvenirs de campagne, récompenses et les nombreux cadeaux donnés au Président par des citoyens américains ou par des dignitaires étrangers. Ces cadeaux vont des objets faits maison à des œuvres d'art de valeur. Les conservateurs des bibliothèques présidentielles et d'autres musées s'appuient sur ces objets pour des expositions historiques. Parfois, l'objet est tellement volumineux qu'il est exposé à l'extérieur. C'est le cas de la bibliothèque Reagan qui expose un exemplaire d'Air Force One, de Marine One et du Mur de Berlin. Est également exposée dans plusieurs bibliothèques une reproduction à l'identique du Bureau ovale.

## Sépultures présidentielles
La plupart des présidents américains depuis Hoover ont choisi de se faire enterrer avec leurs épouses sur le site de leur bibliothèque présidentielle. Les seules exceptions sont John F. Kennedy (inhumé au cimetière national d'Arlington), Lyndon B. Johnson (repose dans son cimetière familial à l'ouest d'Austin au Texas), Jimmy Carter (mis en terre vers sa maison à Plains en Géorgie) et Donald Trump (qui souhaite être enterré sur son golf de Bedminster dans le New Jersey, sa bibliothèque présidentielle reste à concevoir),.

## Liste des bibliothèques présidentielles
| #  | Président             | Nom de la bibliothèque                                | Lieu                                          | Gérée par                                                          |
| -- | --------------------- | ----------------------------------------------------- | --------------------------------------------- | ------------------------------------------------------------------ |
| 6  | John Quincy Adams     | Stone Library at Adams National Historical Park       | Quincy (Massachusetts)                        | National Park Service                                              |
| 16 | Abraham Lincoln       | Abraham Lincoln Presidential Library and Museum       | Springfield (Illinois)                        | État de l'Illinois                                                 |
| 19 | Rutherford Hayes      | Rutherford B. Hayes Presidential Center               | Fremont (Ohio)                                | Ohio Historical Society & Hayes Presidential Center, Inc.          |
| 25 | William McKinley      | William McKinley Presidential Library & Museum        | Canton (Ohio)                                 | William McKinley Presidential Library & Museum (private nonprofit) |
| 28 | Woodrow Wilson        | Woodrow Wilson Presidential Library                   | Staunton (Virginie)                           | Woodrow Wilson Presidential Library Foundation                     |
| 30 | Calvin Coolidge       | Calvin Coolidge Presidential Library and Museum       | Northampton (Massachusetts)                   | Forbes Library                                                     |
| 31 | Herbert Hoover        | Herbert Hoover Presidential Library and Museum        | West Branch (Iowa)                            | NARA                                                               |
| 32 | Franklin D. Roosevelt | Franklin D. Roosevelt Presidential Library and Museum | Hyde Park (New York)                          | NARA                                                               |
| 33 | Harry S. Truman       | Harry S. Truman Presidential Museum and Library       | Independence (Missouri)                       | NARA                                                               |
| 34 | Dwight D. Eisenhower  | Dwight D. Eisenhower Presidential Library             | Abilene (Kansas)                              | NARA                                                               |
| 35 | John F. Kennedy       | John F. Kennedy Presidential Library & Museum         | Dorchester (Massachusetts)                    | NARA                                                               |
| 36 | Lyndon B. Johnson     | Lyndon Baines Johnson Library and Museum              | Austin (Texas)                                | NARA                                                               |
| 37 | Richard Nixon         | Richard Nixon Presidential Library and Museum         | Yorba Linda (Californie)                      | NARA                                                               |
| 38 | Gerald R. Ford        | Gerald R. Ford Museum; Gerald R. Ford Library         | Grand Rapids (Michigan); Ann Arbor (Michigan) | NARA                                                               |
| 39 | Jimmy Carter          | Jimmy Carter Library and Museum                       | Atlanta (Géorgie)                             | NARA                                                               |
| 40 | Ronald Reagan         | Ronald Reagan Presidential Library                    | Simi Valley (Californie)                      | NARA                                                               |
| 41 | George H. W. Bush     | George Bush Presidential Library & Museum             | College Station (Texas)                       | NARA                                                               |
| 42 | Bill Clinton          | William J. Clinton Presidential Library and Museum    | Little Rock (Arkansas)                        | NARA                                                               |
| 43 | George W. Bush        | George W. Bush Presidential Library                   | Dallas (Texas)                                | NARA                                                               |
| 44 | Barack Obama          | Barack Obama Presidential Center                      | Chicago (Illinois)                            | NARA                                                               |

À l'issue de sa présidence, aucune annonce officielle concernant une bibliothèque présidentielle de Donald Trump n'avait été faite. La NARA a mis en place un site web trumplibrary.gov qui présente ses projets concernant les archives de l'administration Trump, mais la foire aux questions précise que les questions relatives à une éventuelle présidentielle sont à voir avec le bureau de Donald Trump. Le 16 janvier 2021, The Washington Post évoque un projet de bibliothèque en Floride, pour lequel l'ancien président aurait évoqué auprès de ses supporteurs son souhait de lever 2 milliards de dollars.